# Asparagin
Asparagin (značka Asn nebo N) je neesenciální proteinogenní aminokyselina. Jedná se o amid kyseliny asparagové (Asp, D). Řadí se mezi polární aminokyseliny (aminokyseliny s polárním postranním řetězcem).
V potravinách upravených smažením či pečením vzniká Maillardovou reakcí mezi asparaginem a redukujícími sacharidy akrylamid. I když akrylamid nevzniká v toxickém množství, existuje podezření, že vznikající množství může mít rakovinotvorné účinky.

## Historie
Asparagin byl poprvé izolován roku 1806 Vauquelinem a Robiquetem poté, co Robiquet v laboratoři zapomněl přes víkend na stole šťávu z chřestu (asparagus), ve které vznikly krystalky látky obsahující dusík. Látku bylo obtížné chemicky zařadit, později vyšlo najevo, že se jedná o první identifikovanou aminokyselinu. Protože se asparagin při izolaci z proteinů snadno přeměňuje na kyselinu asparagovou, jako součást proteinů byl identifikován až v roce 1932.

## Funkce
Asparagin je polární, proto se častěji vyskytuje na povrchu proteinů. Boční řetězec asparaginu není nabitý, ale může být donorem či akceptorem vodíkové vazby. Protože může tímto způsobem interagovat i s peptidovou kostrou, vyskytuje se často na začátku a konci alfa-helixů a ve smyčkách beta-listů, kde asparagin tyto strukturní motivy svou vodíkovou vazbou uzavírá. Jinak relativně podobný glutamin tuto funkci zastává méně často pro svou vyšší konformační entropii. Polární postranní řetězec asparaginu interaguje s polárními nebo nabitými sloučeninami, proto je často využíván k protein-proteinovým interakcím a v aktivních místech enzymů.
Přes dusík amidové skupiny se v endoplasmatickém retikulu na asparagin v sekvenci Asn-Xaa-Ser/Thr (kde Xaa může být jakákoliv aminokyselina kromě prolinu) vážou N-glykosidovou vazbou oligosacharidy za tvorby N-glykoproteinů.

## Zdroje

### Biosyntéza
Savci jsou schopní si asparagin syntetizovat pomocí enzymu asparagin syntetázy, který za spotřeby energie (z ATP) katalyzuje reakci aspartát + glutamin → asparagin + glutamát. Ve většině případů je exprese genu pro asparagin syntetázu jenom nízká a zvyšuje se při nedostatku asparaginu nebo některých typech buněčného stresu. Ne všechny buňky lidského těla jsou schopny si asparagin syntetizovat samy, proto musí být roznášen krví, jedná se především o buňky nervového systému nebo buňky akutní lymfoblastické leukémie a některých nádorů, čehož se využívá při asparaginázové terapii.
U bakterií se vyskytují dva typy asparagin syntetázy, první využívá jako zdroj dusíku amoniak, druhý typ využívá mechanismus obdobný savčímu.

## Degradace
Asparagin patří mezi glukogenní aminokyseliny, může být tedy vstupní molekulou pro vznik glukózy, vstupuje také do cyklu kyseliny citrónové (podobně jako asparagová kyselina je mezikrokem oxalacetát). Degradaci začíná enzym asparagináza, který hydrolyzuje asparagin na asparagovou kyselinu, která je následně transaminována reakcí: kyselina asparagová + α-ketoglutarát → oxalacetát + glutamát.
Protože buňky akutní lymfoblastické leukémie (ALL) a některých nádorů si nejsou schopny asparagin syntetizovat, využívá se asparaginázová terapie, při které se do krve či svalu vpraví enzym asparagináza štěpící asparagin dostupný v krvi, čímž se zabrání růstu buněk ALL. Asparaginázu je také možné použít k odstranění asparaginu z jídla upravovaného smažením, což snižuje množství vznikajícího akrylamidu.